# Sweet Dreams
Sweet Dreams (Sladké sny) je píseň z alba I Am… Sasha Fierce americké zpěvačky Beyoncé. Píseň byla nahrána v roce 2008, avšak oficiálně vydána až 2. června 2009.